# Dear Mama
Dear Mama – singel amerykańskiego rapera 2Paca promujący album Me Against the World. Tekst utworu skierowany jest do matki Shakura – Afeni Shakur. Singel osiągnął wielki sukces, „Dear Mama” stał się jednym z najpopularniejszym utworów Tupaca.

## Lista utworów
12″, kaseta, CD, maksisingiel
1. „Dear Mama” (LP Version) – 4:41
2. „Dear Mama” (Instrumental) – 5:21
3. „Bury Me a G” – 4:59
4. „Dear Mama” (Moe Z. Mix) – 5:09
5. „Dear Mama” (Instrumental Moe Z. Mix) – 5:09
6. „Old School” (LP Version) – 4:59

## Certyfikaty i sprzedaż
| Kraj                     | Certyfikat         | Sprzedaż   |
| ------------------------ | ------------------ | ---------- |
| Stany Zjednoczone (RIAA) | 3x platynowa płyta | 3 000 000+ |
| Wielka Brytania (BPI)    | srebrna płyta      | 200 000+   |